# Der scharlachrote Rock
Der scharlachrote Rock (Originaltitel: The Scarlet Coat) ist ein US-amerikanischer Abenteuerfilm von John Sturges aus dem Jahr 1955 mit Cornel Wilde, Michael Wilding, Anne Francis und George Sanders in den Hauptrollen.

## Handlung
Der Film spielt zur Zeit des Amerikanischen Unabhängigkeitskrieges und behandelt das Thema der Gegenspionage in Form der Geschichte um John André und Benedict Arnold, die beinahe West Point an die Briten übergeben hätten.

## Hintergrund
Nach den Erfolgen von Ivanhoe – Der schwarze Ritter und Scaramouche, der galante Marquis brachte Metro-Goldwyn-Mayer mehrere Mantel-und-Degen-Filme heraus, die billiger produziert, aber durchaus erfolgreich waren. Mit Der scharlachrote Rock wählten sie die Amerikanische Revolution als Hintergrund. 1952 erwarb MGM die Rechte an der Geschichte Betrayal at the Hudson von Hollister Noble and Sidney Harmon, nach der Karl Tunberg das Drehbuch schrieb. Für die Regie war Robert Pirosh vorgesehen, die  Hauptrolle sollte Stewart Granger übernehmen, seit Scaramouche, der galante Marquis ein Star. Granger lehnte die Rolle ab. Sie wurde mit Cornel Wilde besetzt, der sich mit Die größte Schau der Welt einen Namen gemacht hatte.
Für den noch nicht einmal 20 Jahre alten ehemaligen Kinderstar Bobby Driscoll war Der scharlachrote Rock der letzte größere Hollywoodfilm. Für das Szenenbild waren Cedric Gibbons und Merrill Pye (Bauten) sowie Edwin B. Willis und Richard Pefferle (Requisiten) verantwortlich. Die Kostüme stammten von Walter Plunkett.
Der scharlachrote Rock wurde in Tarrytown, New York und in den Metro-Goldwyn-Mayer-Studios in Culver City, Kalifornien gedreht. 
Der scharlachrote Rock wurde zwischen dem 25. Oktober und Mitte Dezember 1954 gedreht. Ende Januar 1955 entstanden zusätzliche Filmszenen. Die Uraufführung war am 29. Juli 1955 in New York. Am 19. August 1955 kam der in CinemaScope gedrehte Film in die US-amerikanischen Kinos. Der Kinostart in Westdeutschland war am 15. März 1956.

### Synchronisation
| Rolle              | Schauspieler      | Synchronsprecher      |
| ------------------ | ----------------- | --------------------- |
| Maj. John Boulton  | Cornel Wilde      | Heinz Drache          |
| Major Andre        | Michael Wilding   | Hans Nielsen          |
| Dr. Jonathan Odell | George Sanders    | Siegfried Schürenberg |
| Sally              | Anne Francis      | Margot Leonard        |
| General Arnold     | Robert Douglas    | Paul Wagner           |
| Howe               | John McIntire     | Walther Suessenguth   |
| Peter Andre        | Rhys Williams     | Clemens Hasse         |
| Oberst Jameson     | James Westerfield | Eduard Wandrey        |
| Sir Henry          | Paul Cavanagh     | Friedrich Joloff      |
| Mr. Durkin         | John Alderson     | Walter Bluhm          |
| Winfield           | John O’Malley     | Heinz Giese           |
| Ben Potter         | Bobby Driscoll    | Ernst Jacobi          |
| Joshua Smith       | Jim Hayward       | Toni Herbert          |

## Rezeption
Das Lexikon des internationalen Films sprach schlicht von „[e]inem authentischen Fall vage nachempfundene[m] Abenteuer von überdurchschnittlicher Spannung“. Auch Cinema schrieb nicht viel zum Film, betonte aber, dass der komplizierte Plot es schwierig mache, ihn zu verstehen.
Howard Thompson wurde in seiner zeitgenössischen Kritik in der New York Times ausführlicher. Er fand die in CinemaScope dargestellte Landschaft um Tarrytown mit ihren Gebäuden aus dem 18. Jahrhundert wunderschön und authentisch. Zudem lobte er Anne Francis, George Sanders, Robert Douglas und Bobby Driscoll als effektiv in ihren kurzen Szenen. Trotzdem strahle der Film eine Theateratmosphäre aus. Zudem werde viel zu viel gesprochen, wobei der große und blutige Krieg, der den Hintergrund bildet, zu kurz käme. Die Dialoge und die aufmerksame Regie von John Sturgess hälfen, darüber und auch über Probleme mit der Glaubwürdigkeit der Geschichte hinwegzukommen. Das Ende fand Thompson exzessiv sentimental. Er äußerte den Wunsch, man hätte André schneller gehenkt und dafür eine Schlacht in CineScope gezeigt. Dennis Schwartz machte fast 60 Jahre später ähnliche Beobachtungen und fand den Film visuell ansprechend, aber gesprächslastig und ohne Action. Zum Hauptpunkt seiner Kritik machte er, dass der Film zu unglaubwürdig sei. Er störte sich nicht nur daran, dass zwei Offiziere eine tiefe Freundschaft entwickeln könnten, obwohl sie in einem Krieg auf gegnerischen Seiten und außerdem um dieselbe Frau kämpften. Er kann auch nicht glauben, dass André zuerst von den Amerikanern gehenkt und danach verehrt wurde.